# Janaki Nagar
Janaki Nagar (en népalais : जानकी नगर) est un comité de développement villageois du Népal situé dans le district de Sarlahi. Au recensement de 2011, il comptait 8 090 habitants.